# Alain Tingaud
Pour les articles homonymes, voir Tingaud.
Alain Tingaud, né le 13 novembre 1954 à Confolens en Charente, est un ingénieur et dirigeant français de rugby à XV. Il est président du SU Agen de 2007 à 2018 et vice-président de la Ligue nationale de rugby de 2012 à 2021.

## Biographie

### Dirigeant de rugby à XV
En 2005, il devient président du Rugby club Massy Essonne. Il le quitte en 2007 pour rejoindre la direction du Sporting union Agen Lot-et-Garonne
.
Arrivé comme investisseur au SU Agen en 2006, il en est devenu le président en 2007 après y avoir investi « plusieurs millions d'euros ». En 2010, le club remporte le titre de champion de France de 2e division. En 2018, il devient président honoraire du club et laisse la présidence à Jean-François Fonteneau, nouvel actionnaire principal du club.
De novembre 2011 jusqu'à son élection au sein de la LNR, il est secrétaire de l'Union des clubs professionnels de rugby, syndicat regroupant les clubs professionnels de Top 14 et de Pro D2.
En 2012, il est candidat pour être président de la Ligue nationale de rugby. Il est élu au sein du comité directeur mais est battu pour prendre la présidence par Paul Goze. Il devient alors vice-président chargé de la formation et de la reconversion. Lors de l'assemblée générale du 4 octobre 2016, il est réélu au sein du comité directeur de la LNR en tant que représentant des clubs de Pro D2. Il reste vice-président de la ligue. Démissionnaire de son poste de représentant des clubs de Pro D2 en 2017 à la suite de la montée en Top 14 du SU Agen, il est immédiatement élu représentants des clubs de Top 14.
En 2017, à la suite du conflit entre la Ligue nationale de rugby et la Fédération française de rugby, il est désigné par la LNR dans la commission de rapprochement et de dialogue avec la FFR qui a pour objectif de trouver une sortie de crise. Il est accompagné par cinq autres présidents : Mourad Boudjellal (Toulon), Jean-René Bouscatel (Toulouse), Éric de Cromières (Clermont), Vincent Merling (La Rochelle) et Pierre-Yves Revol (Castres). En juin, la FFR et la LNR trouvent un accord sur la mise à disposition des internationaux pour la saison suivante, une question qui empoisonnait leurs relations depuis plusieurs mois.
De 2020 à 2021, il est membre du comité directeur de la Fédération française de rugby en tant que représentant de la LNR.
En février 2021, il annonce officiellement sa candidature pour la présidence de la Ligue nationale de rugby, dont l'élection est prévue le 23 mars. Il se retire finalement de la course à la présidence quelques jours avant le scrutin et apporte son soutien au président du Stade rochelais Vincent Merling. Tout de même candidat pour intégrer l'assemblée générale et le comité directeur en tant que personnalité extérieure, il n'est pas élu.
En 2021, il intègre le comité directeur de l'US Marmande, présidé par Gilles Bertrandias, ancien dirigeant du SU Agen à ses côtés.